# 3879 Machar
3879 Machar è un asteroide della fascia principale. Scoperto nel 1983, presenta un'orbita caratterizzata da un semiasse maggiore pari a 2,3544910 UA e da un'eccentricità di 0,2578409, inclinata di 8,65824° rispetto all'eclittica.
L'asteroide è dedicato al poeta ceco Josef Svatopluk Machar.